# Titan – Evolve or Die
Titan – Evolve or Die ist ein US-amerikanischer Science-Fiction-Thriller aus dem Jahr 2018 von Lennart Ruff mit Sam Worthington, Taylor Schilling und Tom Wilkinson. Das Drehbuch schrieb Max Hurwitz nach einer Geschichte von Arash Amel. Der Film war eine Koproduktion zwischen Großbritannien, den USA, Deutschland und Spanien. Die Erstveröffentlichung erfolgte am 30. März 2018 auf Netflix. In Deutschland wurde der Film am 8. Mai 2018 als Direct-to-Video-Produktion von EuroVideo veröffentlicht.

## Handlung
Im Jahr 2048 betrachten Wissenschaftler auf einer Erde, die von gewalttätigen Konflikten heimgesucht und übervölkert wird, den Saturnmond Titan als neues Zuhause für die Menschheit, angeführt von Professor Martin Collingwood. Rick Janssen, ein Kampfpilot, meldet sich freiwillig zu einem Experiment mit 14 Testpersonen, bei dem der menschliche Körper gezwungen wird, sich an die superkalten Methanflüssigkeiten und die sauerstoffarme Atmosphäre von Titan anzupassen. Gemeinsam mit Rick ziehen seine Frau Abigail, eine Ärztin, und sein Sohn Lucas ins Forschungszentrum Titan I.
Die ersten Ergebnisse sind vielversprechend. Rick kann mit unglaublicher Geschwindigkeit schwimmen und 40 Minuten unter Wasser bleiben. Ricks Training wird immer intensiver, da er und die anderen sich zunehmend an titanähnliche Umgebungen anpassen. Rick stellt fest, dass einige seiner Haare ausfallen. Eines der Teammitglieder beginnt zu krampfen und stirbt. Abigail bemerkt, dass die Blutvenen aller Testpersonen dunkler werden. Der Freiwillige Zane hat einen Nervenzusammenbruch und schlägt seine Frau Rayenne. Abigails Besorgnis wächst. Sie beginnt an einer Blutprobe zu experimentieren und stellt fest, dass sie tatsächlich dunkler wird. Rick wird einer Hornhautoperation unterzogen, um dem schlechten Licht auf Titan Rechnung zu tragen. Als er später Komplikationen hat, konfrontiert Abigail Collingwood mit Ricks Veränderungen, aber er gibt nichts preis. Zane erleidet einen weiteren Nervenzusammenbruch und wirft Rayenne durch ein Fenster, wodurch sie sofort getötet wird. Er wird von der Militärpolizei erschossen.
Als Abigail Rick in der medizinischen Einrichtung besucht, stiehlt sie eine Schlüsselkarte und schleicht sich in Collingwoods Büro. Sie findet Berichte über Obduktionen der verstorbenen Testpersonen und entdeckt, dass ihre DNA verändert wurde, um die nächste menschliche Spezies zu erschaffen, den „Homo titaniens“. Während eines Treffens mit der NASA wird Collingwood vorgeworfen, erzwungene evolutionäre Experimente ohne angemessene Beweise oder ethische Gründe durchgeführt zu haben. Man droht ihm, seine Forschungen einzustellen. Abigail konfrontiert ihn in derselben Angelegenheit, und er gibt zu, dass er nicht wirklich weiß, zu was die überlebenden Testpersonen letztendlich werden.
Rick wird einer größeren Operation unterzogen, um seine neuen Sinne an die Bedingungen auf Titan anzupassen. Er und Tally, die einzige andere überlebende Testperson, schließen ihre Ausbildung ab und beenden ihre Umwandlung in Homo titaniens. Abigail ist entsetzt, als der deutlich verwandelte Rick die Fähigkeit zum Sprechen verliert und jetzt mit einer niedrigen Frequenz kommuniziert, die von normalen menschlichen Ohren nicht erkannt werden kann. Tally tötet ihren Mann und geht zu Rick nach Hause. Abigail und Lucas verstecken sich, während die Militärpolizei Tally und Rick umzingelt. Tally tötet einige Polizisten, bevor sie selbst getötet wird, danach tötet Rick noch weitere. Als Abigail und Lucas ihn damit konfrontieren, flieht Rick. Er merkt, dass er ein Monster geworden ist.
Abigail findet Rick auf einem Hügel, zu dem die beiden oft joggten. Das Militär nimmt die beiden fest. Abigail wacht auf und findet Rick in einem kritischen Zustand, da er nicht mehr mit der Erdatmosphäre klarkommt. Abigail soll ihm eine chemische Lösung geben, die ähnlich wie eine Lobotomie wirkt und alle seine Erinnerungen löscht. Sie gibt ihm stattdessen eine harmlose Salzlösung, die ihm die Flucht ermöglicht. Rick tötet die ihn verfolgenden Soldaten, als Abigail und Lucas mit Dr. Freya fliehen, einer Assistentin von Collingwood, die mit seinen Methoden nicht einverstanden ist. Sie finden den schwer verwundeten Rick und leisten ihm Erste Hilfe, bis sie von Collingwood und seinen Männern umstellt werden. Collingwood befiehlt seinen Männern, die drei Menschen zu töten, aber der Oberst, der die Soldaten anführt, weigert sich und verhaftet Collingwood, angewidert von dessen Aktionen. Am Ende erkundet Rick Titan und fliegt aus eigener Kraft über einen Methansee.

## Produktion
Die Hauptproduktion sollte am 18. Januar 2016 in Europa beginnen, wurde aber auf den 1. Februar 2016 verschoben, als die Dreharbeiten auf Gran Canaria begannen.
Im Februar 2018 wurde berichtet, dass Netflix die weltweiten Vertriebsrechte an dem Film erworben hat, der Film wurde auch in mehreren europäischen Ländern, darunter auch Großbritannien, auf Blu-ray veröffentlicht.